# كارلوس كابيزاس
كارلوس كابيزاس (بالإسبانية: Carlos Cabezas)‏ مواليد 14 نوفمبر 1980، هو لاعب كرة سلة إسباني سابق بدأ مسيرته الاحترافية في سنة 1998 يلعب مع فريق سي بي مورسيا في ليغا أيه سي بي ويحمل الرقم 10. يبلغ طوله 6 قدم 1.75 بوصة (1.9 م).

## فرق لعب لها
- خيمكي (كرة سلة)
- باسكت سرقسطة 2002
- ساسكي باسكونيا
- بالونكيستو فوينلابرادا
- سي بي مورسيا

## الميداليات
| الميدالية | المسابقة                         |
| --------- | -------------------------------- |
| ذهبية     | بطولة كأس العالم لكرة السلة 2006 |
| فضية      | بطولة أمم أوروبا لكرة السلة 2007 |
| ذهبية     | بطولة أمم أوروبا لكرة السلة 2009 |

## روابط خارجية
- كارلوس كابيزاس على موقع الاتحاد الدولي لكرة السلة (الإنجليزية)
- كارلوس كابيزاس على موقع الدوري الأوروبي لكرة السلة (الإنجليزية)
- كارلوس كابيزاس على موقع الدوري الإسباني لكرة السلة (الإسبانية)
- كارلوس كابيزاس على موقع كرة السلة الأوروبية.كوم (الإنجليزية)
- كارلوس كابيزاس على موقع ريلجم (الإنجليزية)
- كارلوس كابيزاس على موقع بروبوليرز (الإنجليزية)
- كارلوس كابيزاس على موقع سبورتس رفرنس (الإنجليزية)